# ایستگاه نوبئوکا
ایستگاه نوبئوکا (به لاتین: Nobeoka Station) یک ایستگاه قطار در ژاپن است که در نوبه‌اوکا، میازاکی واقع شده‌است.